# Polyommatus icadius
Polyommatus icadius är en fjärilsart som beskrevs av Grum-grshimailo 1890. Polyommatus icadius ingår i släktet Polyommatus och familjen juvelvingar. Inga underarter finns listade i Catalogue of Life.